# Santa Maria di Piedigrotta
Santa Maria di Piedigrotta je crkva u baroknom stilu u Napulju, Italija, u četvrti Piedigrotta.
Crkva na tom mjestu posvećena je 1353. godine i posvećena Rođenju Djevice. Osnovana je na mjestu starije kapele u kojoj se nalazila drvena bizantska ikona Bogorodice dell'Itria (Odigitrije). Legenda kaže da se Djevica ukazala trima osobama koje su tražile izgradnju crkve. Godine 1453. ustupljen je redovničkim kanonicima Laterana i još uvijek pripada redu. Prošla je niz restauracija i rekonstrukcija, uključujući 1520., 1820. i 1853. godine. Današnje pročelje datira iz 1853. godine, a dizajnirao ga je Errico Alvino, sa skulpturama Bernarda Manca. Susjedni klaustar projektirao je Tommaso Malvito. 
U kapeli Madone di Pompei nalaze se Raspeće i Pietà s Antunom Padovanskim Wenzela Coberghera. Sljedeća kapela ima Mučeništvo Agostina d'Ipponija Giuseppea Mancinellija i Vjenčanje Josipa i Marije Bernarda Cavallina.
Crkva je nekoć držala djela Hemsela, Francesca Santafedea, Giovannija Bernarda Lame, Maertena de Vosa i Belisaria Corenzia.

## Vanjske poveznice
|  | Zajednički poslužitelj ima još gradiva o temi Santa Maria di Piedigrotta |

- Web stranica župne crkve